# Пушков, Сергей Михайлович
Сергей Михайлович Пушков (род. 25 февраля 1964 года) — советский, российский, норвежский хоккеист, заслуженный мастер спорта России (1993). Тренер.

## Биография
Воспитанник ленинградского хоккея (команда Ленмясокомбината, тренер Владислав Кузнецов), участник зимней Спартакиады народов СССР 1982 в составе юниорской сборной Ленинграда. С 1983 года выступал в составе «Ижорца» в первой лиге. В сезоне 1989/90 выступал за «Трактор» из Липецка и финский ТуТо. С 1992 года стал игроком СКА. В 1994 году выехал в Швецию, где провёл сезон за «Брюнес». Следующий сезон провёл в «Спектрум Флайерз», выступавшем в чемпионате Норвегии.
С 1996 года играл за один из сильнейших клубов Норвегии — «Волеренгу». В 1998 году перешёл в «Сторхамар». В сезоне 1999/2000 выступал за «Фриск Аскер». Закончил игровую карьеру в том же сезоне в «Спартаке» СПб.

## Достижения
Чемпион мира — 1993
 Серебряный призёр чемпионата Швеции — 1995
 Чемпион Норвегии — 1998 

 Серебряный призёр чемпионата Норвегии — 1997, 1999 

 Бронзовый призёр чемпионата Норвегии — 2000
 Серебряный призёр чемпионата Беларуси — 2023/2024 в качестве тренера

## Тренерская карьера
С 2006 года работал главным тренером новополоцкого ХК «Химик-СКА». На юниорском чемпионате мира 2009 года параллельно руководил юношеской сборной Беларуси.
В 2011 году принял руководство командой второго дивизиона норвежского чемпионата «Грюнер». После двух лет вернулся в Белоруссию, где возглавил ХК «Неман» Гродно.
С 2014 года в ХК «СКА-Карелия» (с сезона 2015/16 переименован в «СКА-Нева»), выступающего в ВХЛ, с 31 октября 2014 года в должности главного тренера.
На сезон 2016/17 подписал контракт с ХК «Неман». В мае 2018 года по ходу чемпионате мира в Дании занял пост и. о. главного тренера сборной Беларуси, сменив у руля команды канадца Дэйва Льюиса.. В конце октября 2020 года покинул белорусскую команду.
С ноября 2020 года по 3 июня 2021 года являлся консультантом по работе с молодёжными командами в системе клуба «Динамо» Санкт-Петербурга, а также помощником главного тренера в молодёжной команде.
3 июня 2021 года стало известно, что Пушков назначен главным тренером клуба «Динамо» СПб из ВХЛ. 15 мая 2023 года покинул должность. 
В сезоне-2023/24 возглавлял ХК «Брест», с которым завевал серебряные медали чемпионата Беларуси. Летом 2024 года входил в тренерский штаб минского «Динамо», где работал ассистентом главного тренера Дмитрия Квартальнова. С января по апрель 2025 года работал главным тренером хоккейного клуба Химик в Новополоцке (Беларусь). Вывел команду в стадию плей-ин, где уступил в серии оршанскому «Локомотиву» со счетом 1-2. За карьеру в Беларуси трижды признавался лучшим тренером Экстралиги и трижды становился чемпионом страны с гродненским «Неманом». Также в активе Пушкова два Кубка Салея.
В июне 2025 года стал спортивным директором ДЮСШ «Армия СКА» в Санкт-Петербурге.